# 江戸相撲明和6年10月場所
江戸相撲明和6年10月場所（えどすもうめいわ6ねん10がつばしょ）は、明和6年（1769年）10月に開催された江戸相撲（大相撲の前身）の本場所。興行場所は深川八幡神社。

## 幕内番付・星取表
| 東   | 東           | 東               | 番付      | 西             | 西           | 西   |
| 備考 | 成績         | 力士名           | 番付      | 力士名         | 成績         | 備考 |
| ---- | ------------ | ---------------- | --------- | -------------- | ------------ | ---- |
|      | 1勝7休       | 東森吉太夫       | 大関      | 達ヶ関森右エ門 | 1敗7休       |      |
|      | 2勝6敗       | 伊吹戸有右エ門   | 関脇      | 関ノ戸億右エ門 | 5勝1敗1分1休 |      |
|      | 3勝2敗1分2休 | 出水川貞右エ門   | 小結      | 艫綱良助       | 6勝1敗1休    |      |
|      | 全休         | 雪見山堅太夫     | 前頭筆頭  | 越ノ海勇藏     | 7勝1敗       |      |
|      | 2勝5敗1休    | 御所ノ海浪右エ門 | 前頭2枚目 | 玉垣額之助     | 2敗6休       |      |
|      | 全休         | 荒瀧五太夫       | 前頭3枚目 | 稲川政右エ門   | 7勝1敗       |      |
|      | 7敗1休       | 御所ノ浦平太夫   | 前頭4枚目 | 白川志賀右エ門 | 全休         |      |

## 備考
- この時代の江戸相撲においては優勝力士という概念は存在していないが、後に定められた優勝制度を遡って準用することができる。本場所においては、越ノ海が優勝相当、稲川が優勝同点相当となる（優勝制度は、当初は番付上位者優勝制度を採用していた）。